# Bure (Afryka)
Bure – mały obszar na granicy między Erytreą i Etiopią, około 80 km na zachód od Assab. Erytrea uważa Bure za część swojej strefy w południowej części Morza Czerwonego, a Etiopia uważa Bure za administracyjną strefę 1 swojego regionu Afar. Obszar ten przecina ważna droga Auasz-Assab, która w przeszłości była mającym duże znaczenie szlakiem handlowym.
Stosunki między Erytreą a Etiopia uległy pogorszeniu w listopadzie 2005, kiedy 20 etiopskich żołnierzy przez kilka dni zajmowało część tego obszaru. Po wojskowej interwencji misji pokojowej Organizacji Narodów Zjednoczonych w Etiopii i Erytrei, etiopskie wojska wycofały się.